# Agustín Palavecino
Agustín Palavecino Lamela (ur. 9 listopada 1996 we Floridzie) – argentyński piłkarz pochodzenia hiszpańskiego występujący na pozycji ofensywnego pomocnika, od 2024 roku zawodnik meksykańskiej Necaxy.
Jego kuzyn Erik Lamela również jest piłkarzem.